# Ophioparodia pulchra
Ophioparodia pulchra är en svampart som beskrevs av Petr. & Cif. 1932. Ophioparodia pulchra ingår i släktet Ophioparodia och familjen Parodiopsidaceae.   Inga underarter finns listade i Catalogue of Life.